# Kabinetten-Tirard
Dit artikel geeft een overzicht van alle ministers die actief waren tijdens de regeerperiode van Kabinetten-Tirard

## Kabinet-Tirard I (12 december1887–3 april1888)
- Pierre Tirard – President van de Raad (premier) en minister van Financiën
- Émile Flourens – Minister van Buitenlandse Zaken
- François Auguste Logerot – Minister van Defensie
- Ferdinand Sarrien – Minister van Binnenlandse Zaken
- Armand Fallières – Minister van Justitie en Grootzegelbewaarder
- François de Mahy – Minister van Marine en Koloniën
- Leopold Faye – Minister van Onderwijs, Schone Kunsten en Kerkelijke Zaken
- Jules Viette – Minister van Landbouw
- Émile Loubet – Minister van Openbare Werken
- Lucien Dautresme – Minister van Handel en Industrie

Wijzigingen
- 5 januari 1888 – Jules François Émile Krantz volgt Mahy op als minister van Marine en Koloniën

## Kabinet-Tirard II (22 februari1889–17 maart1890)
- Pierre Tirard – President van de Raad (premier) en minister van Handel en Industrie
- Eugène Spuller – Minister van Buitenlandse Zaken
- Charles de Freycinet – Minister van Defensie
- Ernest Constans – Minister van Binnenlandse Zaken
- Maurice Rouvier – Minister van Financiën
- François Thévenet – Minister van Justitie en Grootzegelbewaarder
- Benjamin Jaurès – Minister van Marine en Koloniën
- Armand Fallières – Minister van Onderwijs en Schone Kunsten
- Léopold Faye – Minister van Landbouw
- Yves Guyot – Minister van Openbare Werken

Wijzigingen
- 14 maart 1889 – Jules François Émile Krantz volgt Jaurès op als minister van Marine. Premier Tirard wordt minister van Koloniën en blijft minister van Handel en Industrie
- 10 november 1889 – Édouard Barbey volgt Krantz op als minister van Marine
- 1 maart 1890 – Léon Bourgeois volgt Constans op als minister van Binnenlandse Zaken